# David Jason
David John White (Edmonton, 2 de febrero de 1940), conocido profesionalmente como David Jason, es un actor, comediante, guionista y productor ejecutivo británico.

## Biografía
Jason obtuvo reconocimiento con sus papeles como Derek Trotter en la comedia de la BBC Only Fools and Horses, el detective inspector Jack Frost en A Touch of Frost, Granville en Open All Hours y Still Open All Hours, y Pop Larkin en The Darling Buds of May, así como la voz del señor Sapo en la serie animada El viento en los sauces y de los personajes principales de Danger Mouse y Count Duckula.
En septiembre de 2006 Jason encabezó la encuesta de las cincuenta más grandes estrellas de la televisión, como parte de las celebraciones del 50.º aniversario de la cadena ITV. Fue nombrado Caballero de la Orden del Imperio Británico en 2005 por sus servicios a la actuación y la comedia. Ha ganado cuatro Premios BAFTA (1988, 1991, 1997, 2003), cuatro British Comedy Awards (1990, 1992, 1997, 2001) y siete National Television Awards (dos veces en 1996, 1997, dos veces en 2001, 2002 y 2011).

## Filmografía

### Televisión
| Año        | Título                                      | Papel                   | Notas       |
| ---------- | ------------------------------------------- | ----------------------- | ----------- |
| 1964       | Crossroads                                  | Bert Bradshaw           |             |
| 1965       | BBC Christmas Pantomime                     | Goose                   |             |
| 1966       | Softly, Softly                              | Smith                   | 1 episodio  |
| 1967–1969  | Do Not Adjust Your Set                      | Varios                  |             |
| 1968       | Randall and Hopkirk                         | Abel                    | 1 episodio  |
| 1969       | Counterstrike                               | Taffy Sadler            | 1 episodio  |
| 1969       | Canada Goose                                |                         |             |
| 1969–1970  | Hark at Barker                              | Varios                  |             |
| 1970       | Doctor in the House                         | Sr. Drobnic             | 1 episodio  |
| 1970       | Two D's and a Dog                           | Dingle Bell             |             |
| 1971       | Six Dates With Barker                       | Odd Job Man             | 1 episodio  |
| 1971       | Doctor at Large                             | Victor Bligh            | 1 episodio  |
| 1972       | His Lordship Entertains                     | Dithers                 |             |
| 1973       | Seven of One                                | Varios                  | 2 episodios |
| 1973       | White Cargo                                 | Albert                  |             |
| 1974       | Doctor at Sea                               | Manuel Sanchez          |             |
| 1974       | It's Only Me: Whoever I Am                  | Quentin                 |             |
| 1974       | The Top Secret Life of Edgar Briggs         | Edgar Briggs            |             |
| 1975; 1977 | Porridge                                    | Blanco Webb             | 3 episodios |
| 1976       | Lucky Feller                                | Shorty Mopstead         |             |
| 1976–1985  | Open All Hours                              | Granville               |             |
| 1977–1981  | A Sharp Intake of Breath                    | Peter Barnes            |             |
| 1981–2014  | Only Fools and Horses                       | Derek "Del Boy" Trotter |             |
| 1987       | Porterhouse Blue                            | Skullion                |             |
| 1989       | A Bit of a Do                               | Ted Simcock             |             |
| 1990       | Amongst Barbarians                          | George                  |             |
| 1991–1993  | The Darling Buds of May                     | Pop Larkin              |             |
| 1991       | Only Fools and Horses                       | Don Vincenzo Occhetti   | 1 episodio  |
| 1992–2010  | A Touch of Frost                            | Jack Frost              |             |
| 1993       | The Bullion Boys                            | Billy Mac               |             |
| 1998       | March in Windy City                         | Steven March            |             |
| 2001       | Dora the Explorer                           | The Echo Bush           | 1 episodio  |
| 2001       | Micawber                                    | Micawber                |             |
| 2002–2004  | The Quest                                   | Dave                    |             |
| 2005–2007  | Diamond Geezer                              | Des                     |             |
| 2005–2018  | Doraemon                                    | Voces adicionales       |             |
| 2005–2009  | Little Einsteins                            | Voces                   |             |
| 2006       | Ghostboat                                   | Jack Hardy              |             |
| 2006       | Terry Pratchett's Hogfather                 | Alberto Malich          |             |
| 2006       | Cartoon Kings                               | Narrador                |             |
| 2006       | Prehistoric Park                            | Narrador                |             |
| 2008       | Terry Pratchett's The Colour of Magic       | Rincewind               |             |
| 2009       | Albert's Memorial                           | Harry                   |             |
| 2010       | David Jason: The Battle of Britain          | Presentador             |             |
| 2010       | Come Rain Come Shine                        | Don                     |             |
| 2011       | David Jason's Great Escapes                 | Él mismo                |             |
| 2011–2012  | The Royal Bodyguard                         | Guy Hubble              |             |
| 2013–      | Still Open All Hours                        | Granville               |             |
| 2017       | The Story of Only Fools and Horses          | Él mismo                | Documental  |
| 2017       | David Jason: My Life On Screen              | Él mismo                | Documentak  |
| 2017       | David Jason's Secret Service                | Él mismo                |             |
| 2019       | David Jason: Planes, Trains and Automobiles | Él mismo                | Documental  |
| 2020       | David Jason's Great British Inventions      | Él mismo                | Documental  |
| 2020       | Flying For Britain with David Jason         | Él mismo                | Documental  |
| 2020       | David Jason: Britain's Favourite TV Star    | Él mismo                | Documental  |

### Cine
| Año  | Título             | Personaje          | Observaciones |
| ---- | ------------------ | ------------------ | ------------- |
| 1972 | Under Milk Wood    | Nogood Boyo        |               |
| 1973 | White Cargo        | Albert Toddey      |               |
| 1975 | Royal Flash        | El mayor           |               |
| 1977 | Wombling Free      | Womble             | Voz           |
| 1978 | The Odd Job        | Odd Job Man        |               |
| 1999 | All the King's Men | Captain Frank Beck |               |
| 2010 | All the Way Up     |                    | Director      |

### Animación
| Año       | Título                                    | Papel         |
| --------- | ----------------------------------------- | ------------- |
| 1978      | The Water Babies                          | Varios        |
| 1981–1992 | Danger Mouse                              | Varios        |
| 1983–1990 | El viento en los sauces                   | Varios        |
| 1988–1993 | Count Duckula                             | Conde Pátula  |
| 1989      | The BFG                                   | The BFG       |
| 1991–1992 | Victor y Hugo                             | Varios        |
| 1993      | The Adventures of Dawdle the Donkey       | Rola Polar    |
| 1994      | Felidae                                   | Jesaja        |
| 1995      | The Snow Queen                            | Eric          |
| 1998      | Father Christmas and the Missing Reindeer | Padre Navidad |
| 1999      | Angelmouse                                | Varios        |
| 2010      | Muddle Earth                              | Randalf       |
| 2014–2018 | Pip Ahoy!                                 | Skipper Pasty |